# Catherine Taye
Catherine Taye est une religieuse cistercienne qui fut la 14e abbesse de l'abbaye de la Cambre.

## Héraldique
d’or à une croix de gueules, avec au I un corbeau de sable.
Devise : Pensez y bien